# Franjevački samostan i crkva u Dubrovniku
Samostan i crkva unutar gradskih zidina počeli su se graditi 1317. godine, a glavnina radova dovršena je u 14. stoljeću. Prema novijim istraživanjima samostan nije premještan (prije se mislilo da je premješten sa zapadnog prilaza gradu) nego je ostao na starom mjestu, ali je opasan zidinama i na taj način postao sastavnim dijelom grada. Prema Placi gleda bočna strana crkve. Vrata crkve nadsvođena su raskošnim gotičkim portalom, koji se jedini sačuvao u katastrofalnom potresu 1667. godine. Portal je djelo domaćih klesara braće Andrijića iz 1498. godine. Središnja je kamena pieta. Klaustar sa 120 stupova iz 1360. godine, koji nosi odlike kasne romanike (kapiteli stupova) i gotike (istanjene proporcije stupova i drugi elementi) podigao je Mihoje Brajkov iz Bara, a okružuje najstariji dubrovački vrt koji se u neprekidno njeguje od premještanja samostana unutar gradskih zidina.
U sklopu samostana od 1317. godine do danas djeluje ljekarna, treća po starosti u Europi. Do 1901. godine nalazila se u malom klaustru sjeverno velikog, a danas je lijevo od ulaza u samostan.
Samostansku knjižnicu uredio je filozof i teolog Vital Andrijašević.
U požaru nakon Velike trešnje 1667. nestalo je oko 7500 svezaka knjiga i rukopisa u samostanskoj knjižnici. Obnovljena je marom redovnika i danas čuva više od 70 tisuća djela od kojih oko 20.000 primjeraka rukopisa, s posebno vrijednih 206 inkunabula. U knjižnici je i opširna građa velike važnosti za povijest starije hrvatske književnosti. Knjižnica čuva najstariji hrvatski bibliotečni zapis u obliku knjige s popisom tadašnje građe i jedan od dva sačuvana primjerka prvog izdanja Marulićeve Judite. Glazbeni dio knjižnice čuva mnoga djela starih hrvatskih skladatelja s više od 100 svjetskih unikata.
U muzejskoj zbirci nalaze se slike starih majstora poput dubrovačkog slikara Lovra Dobričevića, svi autografi i rukopisi Luke Sorkočevića, izvorni inventar ljekarne i zlatarski predmeti. 
U sklopu samostana pokopani su mnogi poznati dubrovčani poput Miha Pracata i Marojice Kaboge.
Tijekom Domovinskog rata na samostan je palo više od pedeset granata.
Crkva se često koristi kao jedna od scena Dubrovačkih ljetnih igara.

## Galerija
- Klaustar
- Fontana s kipom sv. Franje
- Portal crkve
- Pogled na klaustar

## Vanjske poveznice
- Otkriven zidni oslik u Franjevačkom samostanu u Dubrovniku (na stranicama Hrvatskog restauratorskog zavoda)  Arhivirana inačica izvorne stranice od 15. studenoga 2013. (Wayback Machine)